# Стачка на Гилдията на сценаристите на Америка 2007-2008
Стачката на Гилдията на сценаристите на Америка в периода 2007-2008 г., по-известна като Стачката на сценаристите, е стачка на Гилдията на сценаристите на Америка, изток и Гилдията на сценаристите на Америка, запад. Повече от 12 хиляди сценаристи се присъединяват към стачката, която започва на 5 ноември 2007 г. и приключва на 12 февруари 2008 г.
Гилдиите са в стачка 14 седмици и 2 дни (100 дни). В контраст, предишната стачка от 1988 г. продължава 21 седмици и 6 дни (153 дни).